# Love Is Forever
"Love Is Forever" er en sang sunget af den danske sangerinde Leonora. Sangen, der er skrevet og produceret af Lise Cabble, Melanie Wehbe og Emil Lei, vandt Dansk Melodi Grand Prix 2019 og blev dermed udvalgt til at repræsentere Danmark ved Eurovision Song Contest 2019 i Tel Aviv.
Ved Eurovision Song Contest var sangen med i anden semifinale, hvorfra den med nød og næppe kvalificerede sig til finalen. I finalen gik det bedre, idet sangen sluttede i den bedste halvdel på en 12. plads blandt de 26 deltagende lande.

## Hitlisteplaceringer
| Hitlister (2019)      | Top position |
| --------------------- | ------------ |
| Danmark (Tracklisten) | 16           |